# Metoda Tomatisa
Metoda Tomatisa – metoda treningu słuchowego opracowana w latach 50. XX wieku, której głównym celem jest wspieranie funkcji słuchowej człowieka, w drodze czego nastąpić ma poprawa koncentracji, kreatywności, rozwój zdolności lingwistycznych i komunikacyjnych, jak również zwiększenie potencjału człowieka w nauce i rozwoju psychoruchowym.

## Charakterystyka
Trening w metodzie polega na odsłuchiwaniu dźwięków podawanych drogą powietrzną oraz kostną z tzw. „elektronicznego ucha” (modelu ucha ludzkiego) – urządzenia zaprojektowanego przez twórcę metody – Alfreda Tomatisa (1920–2001) i opiera się na prawach Tomatisa, które w uproszczeniu zakładają, że głos ludzki zawiera tylko to, co słyszy ucho. Jeżeli uchu uszkodzonemu umożliwi się ponowne prawidłowe słyszenie, to wówczas jakość głosu ulegnie szybkiej i nieświadomej poprawie. Odpowiednia stymulacja słuchowa w myśl praw Tomatisa spowodować ma zdecydowaną i trwałą poprawę artykulacji. Według zwolenników metody, ćwiczenia z elektronicznym uchem stymulują ośrodkowy układ nerwowy, w tym szczególnie korę mózgową. Ucho stymulowane jest dźwiękami o przeważnie wysokiej częstotliwości, indywidualnie filtrowanymi dla danego przypadku. Podczas treningu wykorzystywana jest m.in. muzyka Wolfganga Amadeusa Mozarta, chorały gregoriańskie, czy dźwięki związane z ludzką mową. Terapia obejmuje najczęściej od 60 do 120 trzydziestominutowych seansów przeprowadzanych w trzech sesjach.

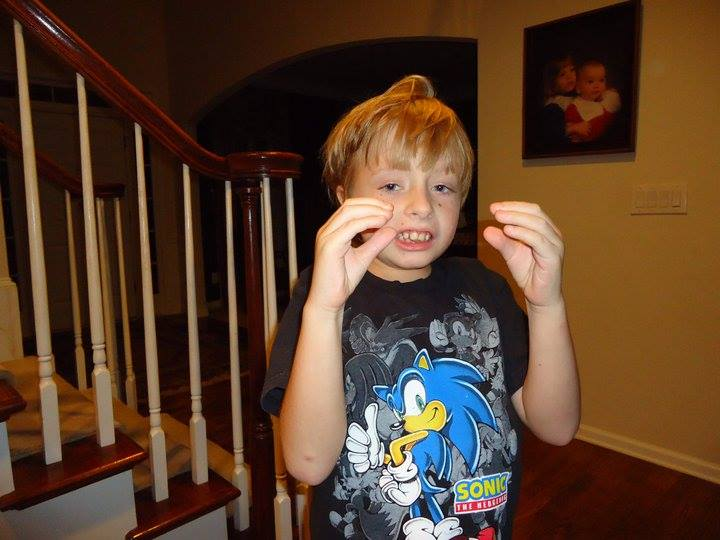
Autyzm – wspomaganie leczenia go metodą Tomatisa wzbudza kontrowersje

Według zwolenników metodą można wspomagać leczenie u dzieci dysleksji, zaburzeń koncentracji, mowy (np. jąkanie, wady wymowy), głosu (np. chrypka dziecięca), a nawet słabą przyswajalność języków obcych. U dorosłych metoda wspomagać ma terapię pamięci, zaburzeń mowy i głosu, stresu, bezsenności, depresji oraz nerwic. U kobiet w ciąży wpływać ma m.in. na skrócenie porodu, lepsze samopoczucie i kondycję po porodzie. W leczeniu autyzmu może, według zwolenników, pomóc przywrócić komunikację, świadomość otoczenia, znieść zachowania nawykowe, obniżyć nadwrażliwość na bodźce i korzystnie wpłynąć na napięcie mięśniowe.

## Krytyka
Metoda Tomatisa ma swoich krytyków. Według prof. Aleksandra Sęka, akustyka z UAM, jest to zaledwie forma muzykoterapii niepozwalająca jednak w sposób skuteczny leczyć zaburzeń słuchowych lub głosowych. Nie znalazł on dowodów naukowych na skuteczność metody. Zgodnie z oceną przeprowadzoną przez Research Autism istnieją silne dowody zaprzeczające skuteczności metody, jeśli chodzi o leczenie autyzmu.
Eksperyment weryfikacyjny dotyczący lateralizacji słuchowej, wykonany na Akademii Górniczo-Hutniczej częściowo potwierdził tezy stawiane przez Alfreda Tomatisa. Zaburzenie słyszenia któregoś z uszu za pomocą szumów powoduje pogorszenie kontroli nad głosem. Jednak na podstawie otrzymanych wyników nie można było precyzyjnie wskazać, które ucho jest istotniejsze w procesie kontrolowaniu głosu. Nie udało się też wskazać różnic w śpiewie powiązanych z różnymi zastosowanymi w eksperymencie rodzajami szumu.